# James Pleasants
James Pleasants, född 24 oktober 1769 i Virginia, död 9 november 1836 i Goochland County, Virginia, var en amerikansk politiker (demokrat-republikan). Han representerade delstaten Virginia i båda kamrarna av USA:s kongress, först i representanthuset 1811-1819 och sedan i senaten 1819-1822. Han var guvernör i Virginia 1822-1825.
Pleasants studerade vid The College of William & Mary. Han studerade sedan juridik och inledde 1791 sin karriär som advokat i Amelia County.
Pleasants efterträdde 1811 John Wayles Eppes som kongressledamot. Han efterträdde sedan 1819 Eppes som ledamot av USA:s senat. Pleasants efterträddes 1822 som senator av John Taylor.
Pleasants efterträdde 1822 Thomas Mann Randolph som guvernör i Virginia. Han efterträddes i sin tur 1825 av John Tyler.